# Stauwurzel
Als Stauwurzel bezeichnet man den Punkt eines Fließgewässers, bis zu dem sich eine künstliche Veränderung des Flusses durch Aufstau auswirkt. Oberhalb der Stauwurzel herrschen natürliche Verhältnisse, unterhalb der Stauwurzel ist durch den Stau der Wasserstand über der Gewässersohle erhöht und die Fließgeschwindigkeit herabgesetzt. 
Grundsätzlich ist zwischen einer Stauwurzel am Hauptzufluss einer Talsperre und einer Stauwurzel an einem gestauten Fluss (Staustufe, Stauhaltung) zu unterscheiden.

## Stauwurzel einer Talsperre
Die tatsächliche Lage der Stauwurzel variiert mit Höhe des Wasserspiegels in der Talsperre. Da innerhalb des Stausees nur eine extrem geringe Fließgeschwindigkeit herrscht und daher auch kein Wasserspiegelgefälle vorhanden ist, kann die Stauwurzel hier klar und mit bloßem Auge erkannt werden: Hier trifft der Bach in den Stausee. 
An der Stauwurzel liegt vor dem eigentlichen Stausee oft eine sogenannte Vorsperre. Vorsperren haben normalerweise einen konstanten Wasserspiegel, so dass die Stauwurzel in dem Fall ziemlich genau definiert ist.

## Stauwurzel an Stauhaltungen von Flüssen
An großen Flüssen ist die Stauwurzel nur schwer zu erkennen, da auch innerhalb der Stauhaltung deutliche Fließbewegung und Wasserspiegelgefälle herrscht. Sie kann daher nur rechnerisch nachgewiesen oder durch Beobachtungen mit und ohne Staueinfluss definiert werden. Je nach Durchflussmenge und Steuerung des Stauwehres kann die Lage der Stauwurzel auch hier erheblich variieren. 
Viele Flüsse (z. B. die Mosel) sind mehrfach hintereinander gestaut, um sie schiffbar zu machen oder zur Vermeidung von unkontrolliertem Hochwasser. In einem solchen Fall gibt es oft keine unbeeinflusste Flussstrecke mehr und damit auch keine Stauwurzel.

## Verkehrstechnik
Im übertragenen Sinn wird der Begriff in der Verkehrstechnik verwendet und bezeichnet den Ort, an dem ein Stau entsteht (vor allem in der Schweiz und in Österreich). Häufig ist das immer wieder derselbe Ort vor Verengungen wie Tunneln, Baustellen oder Unfällen. Der Stau bewegt sich anschließend entgegen der Fahrtrichtung. Dabei bewegt sich das Stauende mit einer Progressionsgeschwindigkeit, die proportional zur Anzahl der zufließenden Fahrzeuge ist. 
Auch der Staubeginn kann sich mit einer Geschwindigkeit entgegen der Fahrtrichtung bewegen, die proportional zu den abfließenden Fahrzeugen ist, was er typischerweise bei geräumten Unfallstellen tut. Nach einer Weile befindet sich der Stau deshalb an einem Ort, an welchem seine Existenz – rein lokal betrachtet – nicht mehr erklärbar scheint.